# Abbey of Our Lady of the Assumption (Brussel)

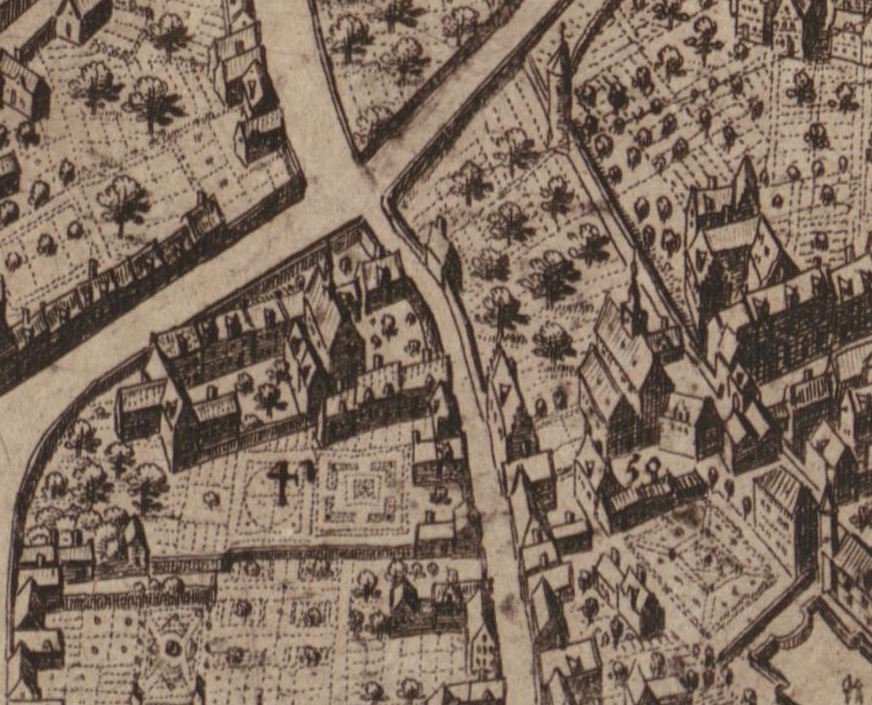
De abdij (50) op een kaart van Martin de Tailly uit 1640. Onmiddellijk rechts het klooster van Berlaymont, links Sint-Elisabeth op de berg Sion.

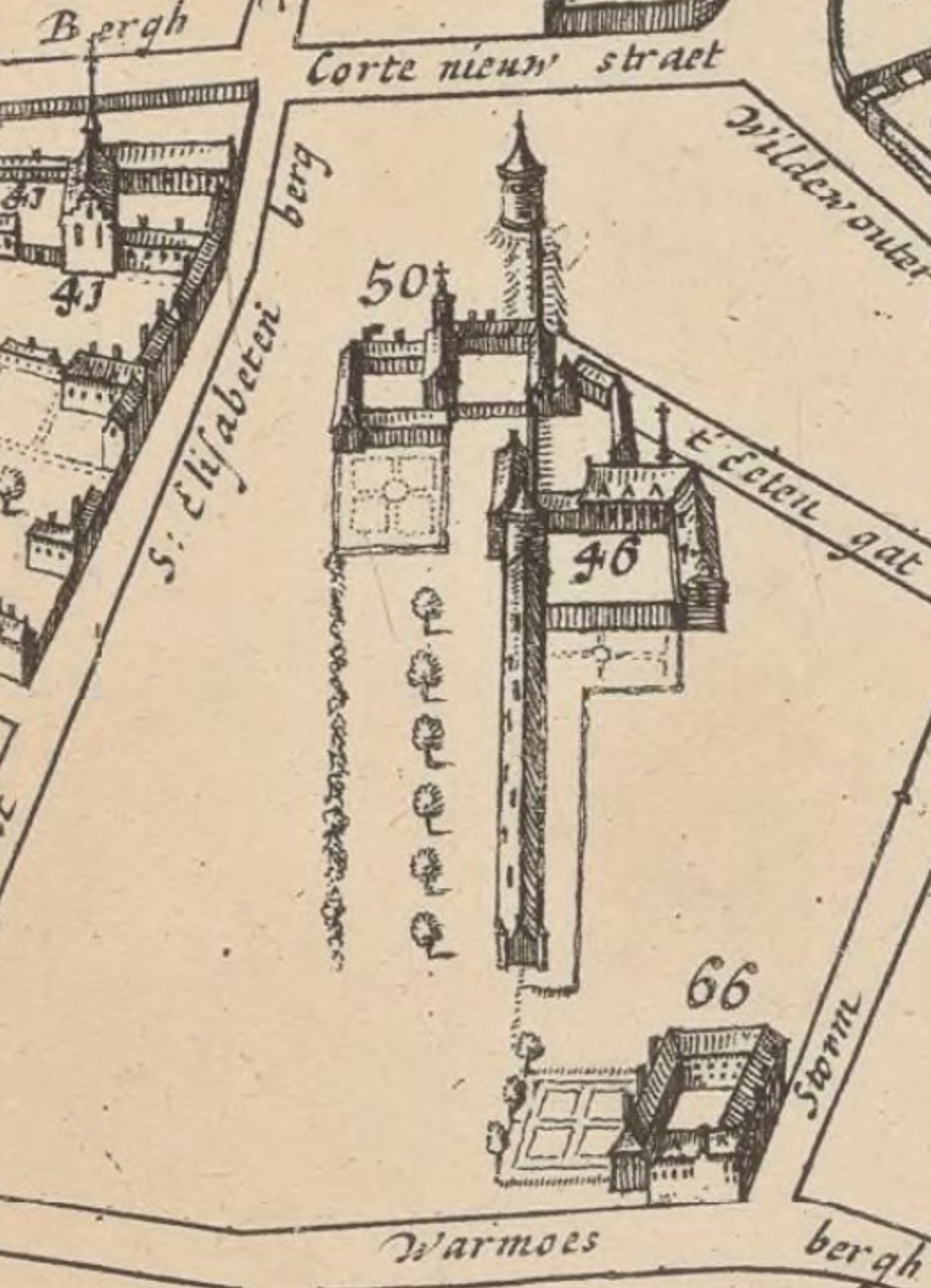
Andere weergave op een kaart van 1695: links de Benedictinessen (50), rechts Berlaymont (46).

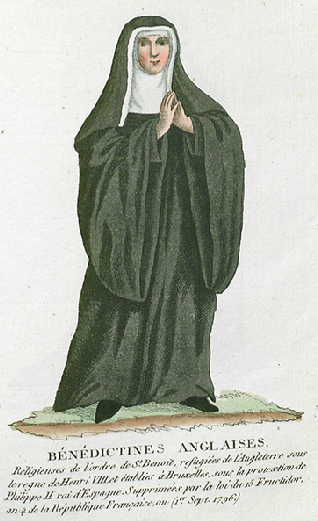
Een Engelse Benedictines (tekening uit 1811)

Our (Blessed) Lady of the Assumption was een abdij van Engelse benedictinessen in Brussel, toegewijd aan Maria-Tenhemelopneming. Het was van 1598 tot 1794 een voornaam recusantenhuis, dat gedurende enkele decennia in beroering was door interne conflicten.

## Naam en situering
Men sprak ook over de Abbey of the Glorious Assumption of Our Lady, het Engels klooster of in het Frans het Couvent des Dames Anglaises.
De gebouwen, in de Franse tijd teloorgegaan, waren gesitueerd in 't Etengat, een straatje bij de Sint-Goedelekerk dat later terechtkwam onder de brede De Berlaimontlaan. De laan is genoemd naar het Berlaimontklooster van Augustinessen, dat in 1624 vlak bij de abdij van de Engelse Benedictinessen werd opgericht.

## Geschiedenis
Koning Hendrik VIII en zijn raadsman Thomas Cromwell hadden de Engelse kloosters in 1536-41 ontbonden. De herleving onder Maria I van Engeland was geen succes en viel stil bij haar dood in 1558. Engelse geestelijken vervoegden kloosters op het vasteland, maar het duurde nog enige tijd voor ze er Engelstalige huizen begonnen op te richten. Na de Jezuïetencolleges in Douai (1568) en Saint-Omer (1592) was het Brusselse Benedictinessenhuis de derde instelling van Engelsen, de eerste voor vrouwen en de eerste ook die weer met het monasticisme aanknoopte.
De drijvende kracht achter de oprichting was Mary Percy, die als kind met haar moeder Anne Somerset naar de Spaanse Nederlanden was gevlucht, terwijl haar vader, graaf Thomas Percy, achterbleef en in 1572 onthoofd werd. Mary Percy werd opgevoed in verschillende kloosters en vestigde zich halfweg de jaren 1590 definitief in Brussel. Ze stond dicht bij de Jezuïeten, in het bijzonder bij haar biechtvader William Holt. Percy kocht een geschikt huis van Roland Longin, voorzitter van de Brabantse Rekenkamer, maar omdat ze nog een probatie en noviciaat moest doorlopen, werd de eerste abdis Joanna Berkeley uit de Benedictinessenabdij Saint-Pierre-les-Dames in Reims.
Op 11 juli 1598 nam de Berkeley met drie postulanten en een dienares haar intrek in het huis. De gemeenschap groeide snel aan dankzij de hoge status van de oprichtsters en rekrutering door Engelse missionarissen. In de loop van 1599 volgden de goedkeuringen van paus Clemens VIII (31 maart), de stadsmagistraat en de landvoogden Albrecht en Isabella, die zelfs financiële steun aanboden bovenop de gebruikelijke belastingvrijstellingen, maar die werd afgeslagen om vrije abdissenkeuze te behouden. Berkeley werd op 14 november tot abdis gewijd door aartsbisschop Matthias Hovius, de directe overste van de aldus gecreëerde abdij. Nadat drie geprofeste nonnen uit Reims, acht postulant-koorzusters en vier postulant-lekenzusters de abdis gehoorzaamheid hadden beloofd, gaven de aartshertogen een banket voor honderd Engelse ballingen.
Financieel steunde de abdij in de eerste plaats op de bruidsschatten van intredende nonnen, die doorgaans ver van onbemiddeld waren. Voorts konden ze rekenen op een netwerk van rijke patroons. Koning Filips III van Spanje gaf het voorbeeld door hen een maandrente van vijftig kronen toe te staan, en in 1614 verzamelden Engelse militairen 12.000 florijnen. Ten slotte verkochten de Benedictinessen zelfgemaakte zijden bloemen en haalden ze ook inkomsten uit het kostschooltje dat aan hun abdij verbonden was. De omstandigheden waren dus gunstig om een bloeiende gemeenschap uit te bouwen en nog geld over te hebben om te beleggen in de Berg van Barmhartigheid. De nonnen lieten een aangepaste Engelse vertaling maken van de Regel van Benedictus en hielpen pastoors bij het redigeren van hun Statutes, die op 20 juli 1612 goedgekeurd werden door aartsbisschop Hovius. In 1618 werd het abdijkerkje ingewijd, met een brandglasraam bekostigd door de aartshertogen. Het was een trefpunt voor de Engelsen in Brussel en werd in 1623 gebruikt door 69 religieuzen, naast twee confessors, een koster, vier knechten en een meid in het buitenhuis. Maar op dat moment waren de spanningen in de gemeenschap al hoog aan het oplopen.
De correspondentie met de aartsbisschoppen getuigt van een niet aflatende reeks conflicten in de periode 1620-1650. Centraal stond de plaats van de Jezuïtische spiritualiteit in de abdij, maar in de factievorming werden ook andere kwesties betrokken: constitutionalisten versus abtelijke absolutisten, onafhankelijken versus voorstanders van aansluiting bij de Engelse Benedictijnencongregatie, enz. Een klein incident uit 1629 illustreert de verziekte sfeer. Novice Francis Evers ontsnapte langs het keukentourniquet, naar ze achteraf beweerde omdat abdis Percy haar tegen haar wil had vastgehouden. Percy stond positief tegenover de Jezuïeten en was vertrouwd met Geestelijke Oefeningen van Ignatius van Loyola, een meditatietechniek die sommigen tot vizioenen bracht. Toen Percy in 1616 abdis werd, liet ze daarom de keuze om naast de vast biechtvader Robert Chambers, een seculiere pastoor, een beroep te doen op Jezuïeten. Dit deed echter de vraag ontstaan om de regeling een meer permanent karakter te geven, wat bij anderen dan weer de vrees opwekte dat zich dualiteit zou installeren binnen de gemeenschap. Het vertrek van sommige nonnen naar Kamerijk (1623) en de stichting door anderen van een nieuw Benedictijnenhuis in Gent (1624) bracht geen oplossing. De jansenitische aartsbisschop Jacobus Boonen kwam in 1628 tussen door Anthony Champney, befaamd theoloog en anti-Jezuïet, aan te stellen als confessor. Hij kreeg de steun van Percy en haar veertigtal volgelingen, maar het andere kamp, de pro-Jezuïtische appellantes, gaf niet toe. Daarop probeerde Percy hun excommunicatie te bekomen bij de Propaganda in Rome, terwijl de appellantes de Brusselse nuntius Fabio de Lagonissa aanschreven. De zaken escaleerden in 1631 zodanig dat tot een scheiding werd beslist. De appellantes namen hun intrek in het leegstaande karmelietenklooster en eisten hun bruidsschatten terug. De hoge reputatie van de Brusselse Benedictinessen begon te tanen en het aantal intreders kalfde af, terwijl Gent floreerde. Geldgebrek en honger dwong de vertrekkers ertoe zich in 1636-37 te onderwerpen aan Percy. Champney nam ontslag en de geestelijke leiding van het herenigde klooster werd toevertrouwd aan William Hammer. Het was echter niet meer dan een gewapende vrede, ook na de dood van Percy. Onverhoeds deblokkeerde aartsbisschop Boonen de situatie door in 1651 zijn eigen kandidate tot abdis te benoemen, de 70-jarige Lady Alexia Blanchard. Alle nonnen waren verenigd in hun verzet tegen deze inbreuk op de vrije verkiezing. Ze lieten zelfs een pamflet drukken tegen de aartsbisschop. Toen Blanchard het jaar daarop overleed, verkozen de nonnen als opvolgster Mary Vavasour, die als aanstichter van de pro-jezuïtische muiterij zeker niet in goede aarde viel bij Boonen.
De vrede keerde nu terug in de abdij. Wel was het geld uit Engeland opgedroogd en hadden de Benedictinessen het financieel lastig, zoals blijkt uit de toestemming in 1650 om aalmoezen te bedelen. Niettemin volgde een krachtig herstel. De teruggekeerde rust werd in 1673 verstoord door de passage van Maria Mancini, een voormalige maîtresse van de Zonnekoning die daarna getrouwd was met prins Lorenzo Onofrio Colonna, maar nu voor hem op de vlucht. Via Turijn en Keulen was ze naar de Spaanse Nederlanden gereisd in gezelschap van de markies van Borgomanero. De markies toonde zich dubbelhartig en bekwam van landvoogd Monterey dat hij haar vastzette in de citadel van Antwerpen. Na twee maanden kreeg Mancini toelating om in Brussel te verblijven in een huis naast de Anglaises, maar via haar dochters Nanette en Morena vernam ze dat haar kamers daar van tralies waren voorzien. Bij aankomst ging Mancini zogezegd bidden in de abdijkerk, om dan prompt te weigeren die nog te verlaten, tenzij om haar intrek te nemen bij de Engelse nonnen. Ze trotseerde de kapitein van wacht en had al beslist in de kerk te overnachten, toen de amman van Brussel ter plekke kwam en haar kon overtuigen toch in het huis te gaan slapen. Streng bewaakt tijdens haar verblijf, vreesde ze dat ze naar haar echtgenoot zou worden teruggestuurd, maar uiteindelijk ging Monterey akkoord met haar voorstel naar een klooster in Madrid te gaan. Zo kwam een einde aan het ongelukkige verblijf van Marie Mancini naast de Benedictinessen.
Na deze episode hield de abdij het nog ruim een eeuw vol. Dankzij hun kleine pensionaat overleefden ze de kloosteropheffingen van keizer Jozef II, maar in 1794 namen ze geen risico toen de Franse revolutionaire legers naderden. Terwijl de zieke abdis Pigott achterbleef om te sterven, maakten de andere nonnen met succes de oversteek naar Engeland. Ze vestigden zich eerst in Winchester en verhuisden in 1857 naar Saint Mary's Abbey in East Bergholt. Tijdens de Tweede Wereldoorlog trokken sommige nonnen naar Haslemere en dan Teignmouth, waarna de gemeenschap geleidelijk uitstierf.

## Abdissen
- Joanna Berkeley (1599-1616)
- Mary Percy (1616-1642)
- Agnes Lenthall (1642-1651)
- Alexia Blanchard (1651-1652)
- Mary Vavasour (1652-1676)
- Anne Forster (1676-1682)
- Dorothee Blundell (1682-1713)
- Theodosia Waldegrave (1713-1719)
- Mary Crispe (1719-1757)
- Maura Whettenhall (1757-1762)
- Mary Ethelred Mannock (1762-1773)
- Ursula Pigott (1774-1794), vanaf 1791 bijgestaan door Augustine Tancred

## Uitgegeven bronnen
- Alexandre Pasture, "Documents concernant quelques monastères anglais aux Pays-Bas au XVIIe siècle", in: Bulletin de l'Institut Historique Belge de Rome, 1930, nr. 10, p. 158-169
- Joseph S. Hansom (red.), The English Benedictine Nuns of Brussels and Winchester, 1598-1856, in: Miscellanea IX, Londen, 1914 (= Publications of the Catholic Record Society, nr. 14), p. 174-199
- M. J. Rumsey (red.), Abbess Neville’s Annals of Five Communities of English Benedictine Nuns in Flanders 1598–1687 , in: Miscellanea V, Londen, 1909 (= Publications of the Catholic Record Society, nr. 6), p. 1-72

## Voetnoten
1. ↑  Jaime Goodrich, Nuns and community-centered writing: the Benedictine Rule and Brussels Statutes , in: Huntington Library Quarterly, jg. 77, 2014, nr. 3, p. 289-290. Gearchiveerd op 20 oktober 2018.
2. ↑  Lucien Perey (pseud. van Clara Herpin), Une Princesse romaine au XVIIe siècle. Marie Mancini Colonna d'après des documents inédits, 1896, p. 325-334